# 貝萊爾 (伊利諾伊州)
貝萊爾（英語：Bellair）是位於美國伊利諾伊州克勞福德縣的一個非建制地區。該地的面積和人口皆未知。

## 地理
貝萊爾的座標為39°08′31″N 87°56′43″W / 39.14194°N 87.94528°W，而該地的平均海拔高度為168米（即551英尺）。